# لنز نرمال

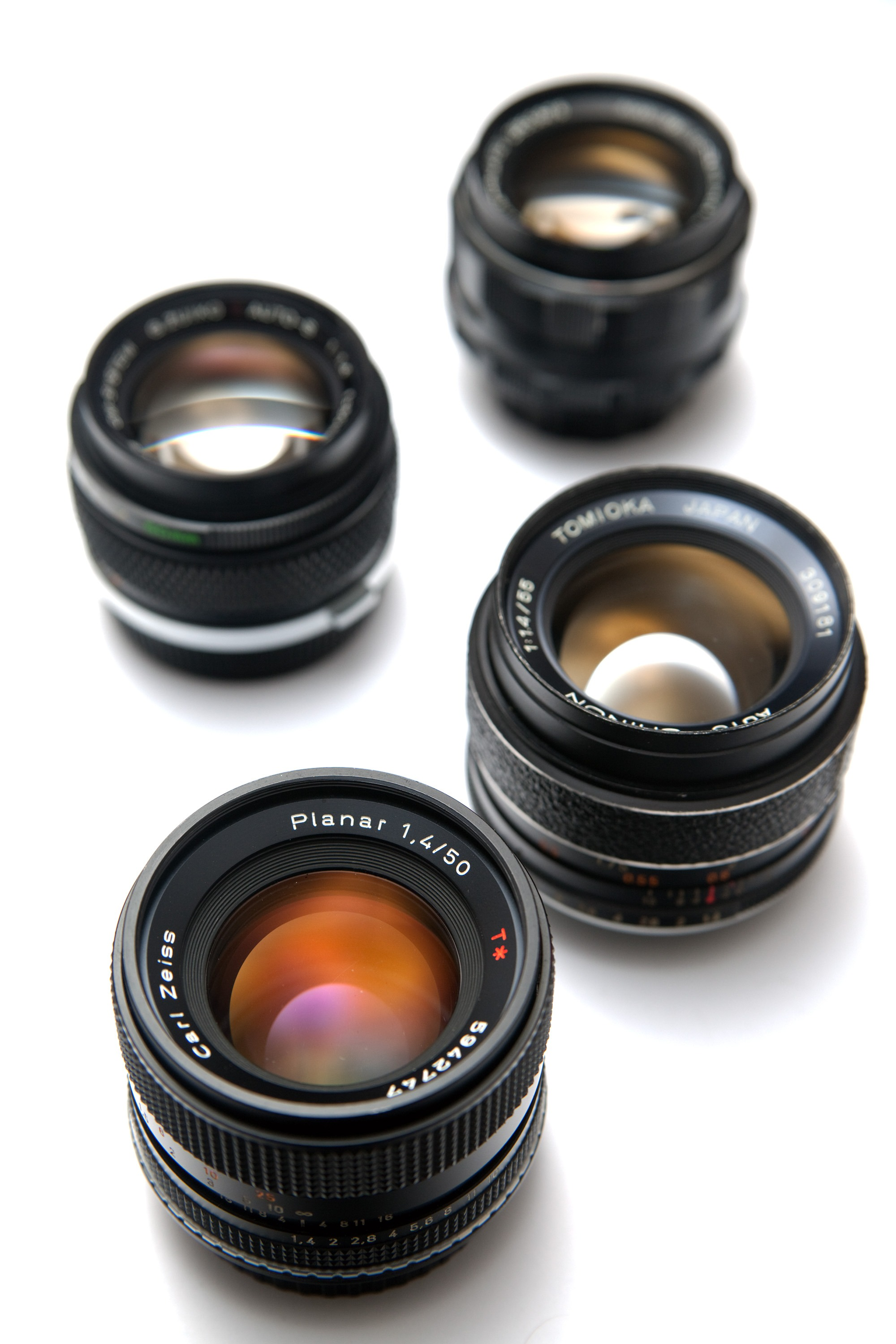
چهار نوع لنز نرمال ۳۵ میلی‌متری

لنز نرمال به لنزی گفته می‌شود که در آن فاصله کانونی، زاویه دید عدسی (لنز) با زاویه دید چشم انسان برابر باشد که معادل ۱۳۰ درجه است که از این بین ۴۵ درجه افقی و ۲۶ درجه عمودی را تشخیص می‌دهد. زاویه دید لنزهای نرمال نیز ۴۶ درجه است. تأثیرات بصری لنز نرمال شباهت زیادی به خواص چشم انسان دارد چون در یک لنز نرمال تعداد عدسی کرسی به کار رفته نور کمتری را جذب می‌کنند. محدوده‌ای تقریباً به اندازهٔ قطر فیلم می‌باشد. به‌طور مثال در دوربین‌هایی که از قالب ۳۵ میلیمتری استفاده می‌کنند، لنز نرمال حدود ۵۰ میلی‌متر است. تصویری که لنز نرمال ایجاد می‌کند تقریباً همان چیزی است که چشم ما می‌بیند، بنابراین از این جنبه هم تصویر آن نرمال است.